# Vlag van Hoogeloon, Hapert en Casteren

Vlag van Hoogeloon, Hapert en Casteren
(1986-1997)

Defileervlag uit 1935

De vlag van Hoogeloon, Hapert en Casteren werd op 27 mei 1986 door de gemeenteraad aangenomen als de vlag van de Noord-Brabantse gemeente Hoogeloon, Hapert en Casteren. De vlag is gebaseerd op het wapen van Hoogeloon, Hapert en Casteren.

## Omschrijving
De vlag wordt officieel als volgt omschreven:
Broekkepersgewijs verdeeld in zwart, geel, rood, geel, rood, met in het zwart een gele klimmende leeuw, met een lengte van 9/10 vlaghoogte.
Bij het ontwerpen van de vlag zijn de regels van de banistiek aangehouden. Dit houdt in dat de bovenste helft van het wapen terug te vinden is in de broeking. De leeuw, afkomstig uit de (heraldisch gezien) rechterhelft van het gemeentewapen staat in de broeking, de kepers uit het andere deel van hetzelfde wapen zijn in de vlucht geplaatst. De scheiding tussen broeking en vlucht volgt de vorm van de kepers in de kleuren geel, rood geel en rood. 
Op 1 januari 1997 werd de gemeente opgeheven, waarmee de vlag als gemeentevlag kwam te vervallen. Een deel van de vlag keerde terug in de vlag van Bladel, waarin Hoogeloon c.a. opging.

## Overeenkomende heraldiek
De volgende wapens en vlaggen hebben, op historische gronden, overeenkomsten met de vlag van Hoogeloon, Hapert en Casteren:

Wapen van Hoogeloon, Hapert en Casteren
De vlag van Bladel
Wapen van Bladel

Aalburg 
· Aarle-Rixtel 
· Alphen en Riel 
· Bakel en Milheeze 
· Beek en Donk 
· Beers 
· Berghem 
· Berkel-Enschot 
· Berlicum 
· Bladel en Netersel 
· Borkel en Schaft 
· Boxmeer 
· Budel 
· Chaam 
· Cuijk 
· Cuijk en Sint Agatha 
· Den Dungen 
· Diessen 
· Dinteloord en Prinsenland 
· Drunen 
· Dussen 
· Engelen 
· Erp 
· Esch 
· Escharen 
· Fijnaart en Heijningen 
· Geffen 
· Geldrop 
· Gemert 
· Giessen 
· Ginneken en Bavel 
· Grave 
· 's Gravenmoer 
· Haaren 
· Halsteren 
· Haps 
· Heesch 
· Heeswijk-Dinther 
· Heeze 
· Helvoirt 
· Hoeven 
· Hooge en Lage Mierde 
· Hooge en Lage Zwaluwe 
· Hoogeloon, Hapert en Casteren 
· Huijbergen 
· Klundert 
· Landerd 
· Leende 
· Liempde 
· Lieshout 
· Lith 
· Luyksgestel 
· Maarheeze 
· Maasdonk 
· Made en Drimmelen 
· Megen, Haren en Macharen 
· Mierlo 
· Mill en Sint Hubert 
· Moergestel 
· Nieuw-Ginneken 
· Nieuw-Vossemeer 
· Nistelrode 
· Nuland 
· Oeffelt 
· Oost-, West- en Middelbeers 
· Oploo, Sint Anthonis en Ledeacker 
· Ossendrecht 
· Oud en Nieuw Gastel 
· Oudenbosch 
· Prinsenbeek 
· Putte 
· Raamsdonk 
· Ravenstein 
· Reusel 
· Riethoven 
· Rijsbergen 
· Rijswijk 
· Roosendaal en Nispen 
· Rosmalen 
· Schaijk 
· Schijndel 
· Sint Anthonis 
· Sint-Oedenrode 
· Sprang-Capelle 
· Standdaarbuiten 
· Terheijden 
· Teteringen 
· Uden 
· Udenhout 
· Veghel
· Vessem, Wintelre en Knegsel 
· Vierlingsbeek 
· Vlijmen 
· Wanroij 
· Waspik 
· Werkendam 
· Westerhoven 
· Willemstad 
· Woudrichem 
· Wouw 
· Zeeland 
· Zevenbergen